# Engie (empresa israeliana)
Engie és una empresa israeliana fundada en 2014, que ofereix una aplicació mòbil que permet als usuaris accedir a un diagnòstic de vehicles en temps real, així com a les diverses fallades que pogués tenir l'automòbil. L'aplicació va ser llançada al desembre de 2014 per Android i al desembre de 2016 per iOS.
Engie ofereix als usuaris l'accés a la informació del vehicle a través d'un component OBD (On Board Diagnostic, és a dir, Diagnòstic a bord) que es connecta a la computadora de l'automòbil i a una aplicació mòbil designada, la qual analitza les dades obtingudes del component i els mostra a l'usuari de forma simplificada. El component OBD es connecta directament a la presa de diagnòstic de l'automòbil i, a través de la tecnologia Bluetooth, proporciona informació a l'aplicació, permetent així els següents serveis primaris:
- Seguiment de la informació i diagnòstic de viatge en temps real, tals com el consum de combustible, temperatura del motor i voltatge de la bateria.
- Solució de problemes de l'automòbil.

Una vegada que es diagnostica un mal funcionament, l'usuari té l'opció de rebre estimacions de costos dels tallers propers recomanats.

## Història
Engie va ser fundada en 2014 per tres socis; Yarden Gross (CEO), Alon Hendelamn (CFO) i Gal Aharon (CMO). Els tres es van conèixer a través de el “Zell Entrepreneurship Program” al Centre Interdisciplinari (IDC) en Hertseliyya. El programa ofereix a estudiants destacats iniciar la seva pròpia empresa amb l'ajuda de professionals en la indústria. Allí van conèixer a Uri Levine, cofundador i soci de Waze, qui també és el president de la companyia.

## Proposta de valor
L'objectiu de Engie és crear una “comunitat de conductors potenciada” en permetre'ls als conductors un fàcil accés a la informació sobre l'estat del seu automòbil, donant-los als conductors el control referent a les reparacions dels problemes dels seus automòbils. D'altra banda, els mecànics estalvien temps i diners, ja que eviten haver de realitzar la seva pròpia revisió mèdica i saber per endavant quin és el problema, al mateix temps que també guanyen una nova base de clients.

## Futur
Fins avui, Engie té aproximadament 100.000 usuaris israelians i coopera amb 200 tallers. Recentment, la companyia va recaptar 3,5 milions de dòlars en la seva sèrie A, amb plans per expandir-se a altres mercats globals. La companyia dona feina 14 persones en la seva oficina situada a Tel-Aviv.
Entre altres característiques, la companyia planeja oferir recordatoris respecte a quan s'ha de realitzar el servei anual i informar als usuaris sobre el manteniment rutinari que es necessita realitzar, incloent els preus faig una mitjana de les peces de recanvi.

## Model de negoci
El servei de Engie és gratuït, i els usuaris només paguen pel component OBD a preu de cost. L'empresa genera els seus ingressos mitjançant la presa d'una petita tarifa d'honoraris per a cada transacció des dels mecànics.

## Premis i reconeixements
El juny de 2015, Engie va guanyar el primer lloc per a la "Millor aplicació nova" en el Cim Mòbil d'Israel.